# Persicaria limbata
Persicaria limbata là một loài thực vật có hoa trong họ Rau răm. Loài này được (Meisn.) H.Hara miêu tả khoa học đầu tiên năm 1966.